# Dying Fetus
A Dying Fetus egy amerikai death metal zenekar, mely 1991-től aktív. 1996-ig csak demókat készítettek, majd 6 nagylemezt adtak ki a Relapse kiadó égisze alatt. Turnéfronton is aktív zenekarról van szó, kétszer felléptek már Magyarországon is, egyszer a Hate Eternallal, majd a Vaderrel. Zenéjük amerikai vonalas komplex és brutális death metal, melyben éppúgy megfér a hardcore hatása, mint a Suffocationé.

## Tagok

### Jelenlegi tagok
- John Gallagher - ének, gitár (1991 - napjainkig)
- Sean Beasley - ének, basszusgitár (2001 - napjainkig)
- Trey Williams - dobok (2007 - napjainkig)

### Korábbi tagok
- Nick Speleos - gitár, ének
- Brian Latta - gitár
- Rob Belton - dobok
- Jason Netherton - basszusgitár, ének
- Kevin Talley - dobok
- "Sparky" Voyles - gitár
- Eric Sayenga - dobok
- John Longstreth - dobok(csak koncert)
- Derek Boyer - basszusgitár(csak koncert)
- Vince Matthews - ének
- Duane Timlin - dobok
- Mike Kimball - gitár

## Diszkográfia

### Albumok
- Purification through Violence (1996) Pulverizer Records
- Killing on Adrenaline (1998) Morbid Records
- Destroy the Opposition (2000) Relapse Records
- Stop at Nothing (2003) Relapse Records
- War of Attrition (2007) Relapse Records
- Descend into Depravity (2009) Relapse Records
- Reign Supreme (2012) Relapse Records
- Wrong One to Fuck With (2017)

### Válogatások
- Infatuation with Malevolence (1995) Wild Rags Records

### EP-k
- Grotesque Impalement (1999) Blunt Force
- Split 7" with Deep Red (2001) Relapse Singles Series
- History Repeats... (2011) Relapse Records

### Demók
- Bathe in Entrails (1993)
- Infatuation with Malevolence (1994)

## Külső hivatkozások
- Dying Fetus hivatalos honlapja
- Dying Fetus myspace oldala